# Emilie Snethlage
Emilie Snethlage (Kraaz bij Gransee, Duitsland, 13 april 1868 – rivier de Madeira, Porto Velho, Brazilië, 25 november 1929) was een Duits natuuronderzoekster die de avifauna van het Amazonegebied heeft bestudeerd. Zij was haar tijd ver vooruit en liet zien dat het vak van ornitholoog ook door vrouwen met succes kon worden uitgeoefend.

## Biografie
Maria Emilie Snethlage werd geboren in het koninkrijk Pruisen. Zij was de dochter van de predikant Emil Snethlage. Zij kreeg thuis privéonderwijs en werkte tot 1900 als gouvernante. Daarna studeerde zij natuurlijke historie aan de Universiteit van Freiburg, waar zij in 1904 promoveerde op een proefschrift over spierweefsel bij geleedpotigen. Met een aanbeveling van Anton Reichenow vertrok ze in 1905 naar Brazilië en werd daar de assistente van Emil Goeldi die directeur was van het natuurhistorisch museum van de stad Belém in de deelstaat Pará aan de monding van de Amazone. Voor haar werk trok ze vaak diep het Amazonegebied in.
In 1914 werd zij directeur van het museum na de dood van de plantkundige Jacques Hüber die van 1907 tot 1914 de leiding van het museum had. Inmiddels heette het museum Museu Paraense Emílio Goeldi. In die tijd trok ze nog vaak door het gebied voor het verzamelen van vogelsoorten. Zij overleed aan hartfalen in 1929 tijdens een expeditie over de Madeira, een zijrivier van de Amazone.

## Haar werk en nalatenschap
Tussen 1905 en 1928 schreef zij 36 publicaties, het meest over vogels maar ook etnologische artikelen over de indianen van de gebieden die ze bezocht. Ze schreef in 1914 de Catálogo das Aves Amazônicas. Ze was erelid van de British Ornithologists' Union.
Zij beschreef 14 nieuwe vogelsoorten en nog eens 30 nieuwe ondersoorten waaronder Ferdinands miervogel (Cercomacra ferdinandi), Iherings miersluiper (Myrmotherula iheringi) en de nu bedreigde Minas Geraislooftiran (Phylloscartes roquettei). In 2002 werd een parkiet ontdekt in het stroomgebied van de Madeira die naar haar werd vernoemd: Pyrrhura snethlageae. Over de plaatsing van deze soort in het geslacht Pyrrhura bestaat echter geen consensus. Op de IOC World Bird List staat hij als ondersoort van Hellmayrs parkiet (Pyrrhura amazonum snethlageae).
- Gemeinsame Normdatei: 117635650
- International Standard Name Identifier: 0000 0000 2139 2905
- Virtual International Authority File: 47544790
- WorldCat: E39PBJbxGR3BxKQ74RprYM6kDq